# カラコロッタ
『カラコロッタ』（ColorCoLotta）は、2014年3月10日稼働開始のコナミデジタルエンタテインメント→コナミアミューズメントのボール抽選型メダルゲーム。シリーズ作品として『カラコロッタ2 ワンダフルオーシャン』・『カラコロッタ 太陽とひみつの島』・『カラコロッタ めざせ！夢の宝島』・『カラコロッタ フローズンアイランド』・『カラコロッタ まぼろしの桃源郷』（正式名称にナンバリングがつくのは『2』のみ）があり、『アニマロッタ2』・『3』・『おとぎの国のアニマ』・『アニマと雲の大樹』・『アニマと星の物語』・『夢のアニマランド』・『勇者アニマと竜の秘宝』、『ツナガロッタ』・『アニマと虹色の秘境』とも連動する。

## 筺体概要
筐体はルーレット・サテライト6基の2点で構成されている（『アニマロッタ』同様、増設サテライトを使用して8基以上の設置も可能）。ゲーム中のナレーションはアニマの声を演じながら務めており、石川英郎（ペンタ役）と大空直美（ミコ役。『2』から）が担当。『めざせ！夢の宝島』ではUSB充電ポートが増設された。
- 2つの円形のゾーンがあり、外側には18個のポケットと3つの内側SP（スペシャル）ゾーンへのゲートがあり、SPゾーンには6個のポケットがある。
  - 外側の18個のポケットは赤・青・黄・緑・ピンクとOUT（白）の6色が3つずつ割り振られており、SPゾーンでは2色が成立するポケットが5つとSPポケットがある。
  - 色の割り振りはBETタイム終了後に表示される。6色が均等に割り振られる以外にも3ポケット並んだり2色が交互に配置されるパターンもある。

### コナステ版
コナステ版『アニマロッタ』同様、筐体を再現した空間でボール抽選を行う。BETにはPASELIで購入できる「コナステメダルコーナー専用メダル」を使用する。一部のデータはアーケード版と共有。ゲームシステムは『めざせ！夢の宝島』相当で、ゲームの種類は、オープンベータテスト時点では『1』でプレイできるサルサルベージ・コロッタストーン・あにまだまの3種類（コインラグーンはプレイ不可）。その後順次ゲームが追加され、現在はアーケード版『めざせ！夢の宝島』の、コインラグーンおよびカラころがしを除くすべてのゲームが実装されている。
2024年10月に「コナステ　メダルコーナー」内にダウンロード版の実装されており、ゲームシステムは上述のストリーミング版とは違い「フローズンアイランド」に相当し、カラころがし(アニマップでの開放が必須)も実装された。

## 通常ゲーム
- ゲーム開始の案内から一定時間（おおよそ20〜25秒。店舗によって異なる）以内に、サテライトの画面上のBETボタンをタッチして各ゲームにBETする（BETタイム）。全ゲームにBETしても良く、逆にBETを見送ってその回のゲームに参加しないこともできる。
  - ボール抽選のあるゲームの種類は第1作が3種類、『カラコロッタ2』が5種類、『太陽とひみつの島』が7種類、『めざせ！夢の宝島』が9種類、『フローズンアイランド』が11種類、『まぼろしの桃源郷』が12種類。マルチプレイを使えば最大6種類（『めざせ！夢の宝島』以降ではアニマップで開放すれば8種類に増設可能、『フローズンアイランド』以降ではアニマップで解放すれば10種類に増設可能、『まぼろしの桃源郷』以降ではアニマップで解放すれば12種類に増設可能）選択可能で、『太陽とひみつの島』以降は全部プレイできるALLモードがある。コインラグーンはいつでもプレイ可能。カラころがしはアニマップで解放して特定条件を満たした場合にプレイ可能。
- 抽選ボールは、まず3球が放出される。この時はOUTポケットに入っても無効（ゲーム続行）。その後は40球抽選が続くかOUTポケットに入るまで抽選が続く。抽選が長ければ長いほど、配当期待値も上がる。抽選が40球に達するかOUTポケット無効状態でないときにOUTポケットにボールが入るとゲーム終了。40球に達すればパーフェクトゲームとなり、参加したプレイヤー全員がボーナスを獲得。ただしスペシャルチャレンジ時でない場合の40球目がOUTポケットに入るとボーナスは貰えない。
  - 最初の3球やスペシャルチャレンジで全部OUTに入った場合は3OUTボーナスを獲得。
  - 4球目など早い段階でOUTポケットに入った場合、復活チャンスが発生することがある。復活チャンスでは水色と灰色のポケットに変わり、水色に入れば復活する（灰色に入ったらゲーム終了）。『太陽とひみつの島』以降は復活確定+SPポケット2つ（確率1/3）の「復活チャンスSP」が発動する場合がある。復活チャンスSPでスペシャルポケットに入った場合はOUTポケットに入った次の球がSPに当選した扱いになる。
  - まれなことではあるが、38球目以降でSPポケットに入賞した場合、40球を超過するもののスペシャルチャレンジは発動される。この場合、SPポケットに入らずに終了するまで、抽選が延長される。
- SPポケットに入ればプレイヤーがボールを3球発射するスペシャルチャレンジに入る。この時はOUTポケットに入っても無効（ゲーム続行）。誰が発射するかは抽選で決まる。
  - スペシャルチャレンジ中にSPポケットに入るとボーナス獲得。
  - 最初やスペシャルチャレンジで同時発射された3球のうち2球以上がSPポケットに入った場合でも、スペシャルチャレンジは3球ずつの発射となる。
- 10球抽選ごとに追加BETでアイテムを購入できるショップタイムに入る。アイテムを購入しない場合は時間切れまで何も操作しないか終了ボタンをタッチする。
- 『カラコロッタ2』ではまれに1球勝負のシークレットボーナスが発生することがある。発生した際の球がSPに入ればBET×100倍の配当が得られる。

### カラコロッタ1からあるゲーム

#### サルサルベージ
色当てトレジャー採掘ゲーム。
- まず、当たりとなる色を選択する。OUT・SPも選択できる（SPはアニマップでの開放が必要）。
- 選択した色のゾーンに2個以上入ると入った個数に応じて配当を獲得できる（SPは1個から配当あり）。
- 選択した色以外でも同じ色（SPポケットはどの色でも成立）に続けて入ると配当が上がる。最高は50倍。
- ショップタイムでは次の当たりでトレジャーを2個または3個獲得できる権利や配当UPが発動しやすくなる権利を購入できる。

|                    | 基本5色            | OUT              | SP                 |
| ------------------ | ------------------ | ---------------- | ------------------ |
| 配当獲得できる個数 | 2個                | 2個              | 1個                |
| 配当メダル数       | Bet数×（個数-1）÷2 | Bet数×（個数-1） | Bet数×（個数）×1.5 |

#### コロッタストーン
3×3マスのビンゴゲーム。
- 最初に何色かに色分けされたカードが配られる。SPポケットは他の色と独立したマスとなっている。
- 完成したライン数に応じて配当を獲得できる。1列でも完成したら次のビンゴカードに移る。
- すでにHITした色やビンゴカードに元々ない色に入った場合、次のビンゴカードのレベルが上がる。ビンゴカードのレベルが高いほどビンゴが完成しやすく、レベルがMAX（Lv.9）に達すれば赤・青・黄・緑・ピンクいずれか1色のみのビンゴカードとなる。
- 一度に8ラインを達成（Lv.MAX以外でも可）した場合次の球で8ラインチャレンジを行う。その球で再度8ラインを達成するかSPポケットに入れば8ラインチャレンジ継続。そうでなければチャレンジ終了となり次のビンゴカードに移る。
- 1回のゲームで30ライン達成するとコロッタボーナスを獲得。
- ショップタイムでは次のビンゴカードがレベルアップする権利や今のビンゴカードにFREEを追加を購入できる。一気にレベルマックスになる権利が売り出されることもある。

#### あにまだま
対戦ぱずるだま風のパズルゲーム。
- 最下段の玉と同じ色のポケットに入った場合、その玉が消える。3つ以上の同色の玉が繋がると、連鎖で玉が消える。連鎖が終わった時点で新しい球が補充される。連鎖数が大きいほど、高配当のブロックが登場する。
- メダルの枚数が書かれている玉が最下段に落ちた場合、配当を獲得できる。
- 1回の抽選で全部の玉が消えると全消しボーナスを獲得。
- ボールがSPポケットに入った場合、SPビームが発動して縦1列分のブロックが消える。
- 消し玉（「消」の文字が入った玉）が消えると、同色の玉が全部消える。
- ショップタイムではランダムに消し玉が追加される権利やSPビームが追加される権利を購入できる。

#### コインラグーン
メダルプッシャー風ゲーム。ボール抽選とは無関係にプレイできる。
- 1枚、5枚、10枚からBET数を選択し、上の段にメダルを落とす。
- 横から落ちることなくメダルを落とせばメダルの色に応じた配当が獲得できる。
- チェッカーを通った場合スロットが作動し、揃った絵柄に応じた物がフィールドに配置される。
  - アニマを落とすとダイレクトにメダルを獲得。
  - SPボールを落とした次のゲームではラグーンJPチャンスとなり、そのゲーム中に1回でもSPポケットに入ればラグーンJPとなり枚数分のメダルがフィールドに落ちる。SPボールを複数個まとめて落とすとその分ラグーンJPの配当も上昇。
  - 滅多にないが、アニマ・SPボール・リンゴが横に落ちることがある。その場合、メダル以外の横に落ちた物は獲得扱いとなる(『1』では可能かどうか不明）。
  - スロットにWALLが揃うと一定時間左右に壁ができて横にメダルが落ちなくなる。
  - スロットに777が揃うと10回転分フリーゲームとなる。フリーゲーム中はSPボール・アニマ・リンゴが通常より高い確率で揃う。また、フリーゲーム中に777が揃うとフリーゲームに5回転追加。

### カラコロッタ2で追加されたゲーム

#### トーテムぐんぐん
トーテムポールを積み上げるゲーム。『太陽と秘密の島』ではシークレットゲームとしてトーテムDONDON が追加された。
- 抽選された色と同じトーテムが積まれる。
- トーテムには配当UP（1m）・倍率UP（1m）・継続（2m）・GET（3m）・効果なし（2m）の5種類があり、配当UP・倍率UPを積んだ状態でGETトーテムを獲得すれば配当が得られる（配当UPを1つも積んでいない場合は配当なし、倍率もリセットされるので要注意）。
- ボールがSPポケットに入った場合、全種類のトーテムが1つずつ積まれる。
- 継続トーテムを積んだ状態でGETトーテムを獲得すれば高さが次のゲームでも継続される。(前回のゲームで賭けた枚数をBETする必要がある。追加賭け不可。)
- 特定の高さ(200m,以降100mごと900mまで)まで積むとぐんぐんボーナス獲得。
- トーテムDONDONでは色に応じて高さが異なるトーテムが積まれる(OUTも積まれるが、SPに入賞した場合はOUT以外のトーテムがすべて積まれる)。
- オッズアップトーテムを積み上げると次の高さの配当が上がる。特定の高さまで積み上げるとWIN獲得。ただし、トーテムぐんぐんと違って継続は無い。

#### バブルクラップ
バブルを消すゲーム。
- 抽選された色と同じ色の最下段のバブルが消える。
- ボールがSPポケットに入った場合、最下段のバブルがすべて消える。
- 消えたバブルと隣接する同じ色のバブルも連鎖で消え、違う色のバブルの中には消えたバブルの色の小さいバブルが入り込む。小さいバブルに同じ色が2つ入った場合もバブルが消える。最上段の配当が書かれたバブルが消えると配当獲得。ODDSUPのバブルを消すと配当が増える。
- 連鎖が終わった時点で新しいバブルが補充される（最下段は必ず、重複のない5色のバブルが補填される）。
- 1度に全部のバブルを消すと全消しボーナス獲得。

### 太陽とひみつの島で追加されたゲーム

#### トロッコリンクル
トロッコに乗っているボールの色を合わせるゲーム。
- ボールが抽選されると右端にその色のボールの乗ったトロッコが登場し、左端のトロッコが押し出される。
- まれにSPボールが乗ったトロッコが登場することがある（ショップタイムでも登場することがある）。
- 6個のトロッコのうち、同じ色が4つ以上あれば個数に応じて配当獲得（SPはオールマイティ扱い）。
- リンゴが描かれているトロッコで配当を得るとワンダーステップ獲得。OUT4つ以上でもワンダーステップが獲得できる。
- 5色すべてで配当を獲得するとSUNSUN BONUS獲得。

#### アニマルスパーク
花火を打ち上げるゲーム。シークレットゲームはトリオdeスパーク。
- 下段と同じ色の球が抽選されると花火が打ちあがり配当獲得。
- SPはオールマイティ扱い。SP同士で打ち上げるとMOON BONUS獲得。
- 6本全部打ち上げるとHAPPY BONUSとしてゲーム終了まで配当が獲得できる。
- トリオdeスパークでは3本打ち上げるとHAPPY BONUSに突入するが、1度入った色は終了に変化するようになる。終了の色に入らず全ての色を打ち上げると全ての筒が継続に復活する。
- 筒はSTONE→BRONZE→SILVER→GOLDとだんだん豪華になっていく(HAPPY BONUSが終了する度に豪華になる)。
- SP同士で打ち上げても何もないが、特定の数を打ち上げるとMOON BONUSを獲得。

### めざせ！夢の宝島で追加されたゲーム

#### 爆裂あにまだま
あにまだまに爆弾の要素を加えたパズルゲーム。
- 基本ルール（玉の消え方・補充・ワンダーステップ獲得方法）はあにまだまと同じだが、玉の種類に爆弾が追加されており、爆弾を含めて同色の玉が3個つながるか、最下段にある爆弾と同じ色が抽選されると爆弾が爆発し、爆風に巻き込まれた球も消える。爆風に爆弾が巻き込まれた場合は誘爆する。
- 両脇に積まれた宝箱に爆風が当たると配当獲得。宝箱は4連鎖以上で玉が消えると追加される。
- 爆弾の色によって爆風の形が異なる。
- 1回の抽選で全部の玉が消えると全消しボーナスを獲得。
- ボールがSPポケットに入った場合、全部の爆弾が爆発する。

#### クリスタルクラック
クリスタルを掘り当てる宝探しゲーム。
- 六角形の足跡のパネルが敷き詰められたフィールドの何枚かのパネルが初期状態でクリスタルに変化する。
- ボールが抽選されるとクリスタルが壊れ（ワンダーステップ付きのクリスタルを壊すとワンダーステップ獲得）、クリスタルに隣接した足跡パネルがクリスタルに変化する。
  - ボール抽選でクリスタルが壊れなかった場合、スロットが回り配当UP・1色抽選・ODDSアップなどの効果が発動する場合がある（はずれあり）。
- ボールがSPポケットに入った場合、クリスタルがすべて消える。
- お宝を覆うクリスタルが全部消えると配当獲得。
- すべてのお宝を獲得すると次のステージに進む。この時フィールドの足跡パネルとクリスタルがすべて壊れていたらボーナス獲得。

#### カラころがし
3×3のビンゴゲーム。
- アニマップで開放すると条件をクリアした際に発生する。発生条件は2ゲーム連続で『WIN≧BET』かつ『100WIN以上』を達成した時。
- フルころがし（前ゲームで獲得したWINを全額BET）もしくはハーフころがし（半額BET）を選択しプレイする。ハーフころがしを選択すると残りの半分は「StockWIN」としてカラころがし継続終了後に獲得できる。また、特定のWIN（店舗によって異なるが、基本は3000）を超えると超過分は「StockWIN」に加算される。なお、BET数は100以上を条件とするため半額BETを選択出来ない場合がある。
- ボールが抽選されると、マス目に書かれた数字の順番にボールが埋まる。
- 1ラインビンゴが成立すれば継続成功。成立ラインが多いほど配当を得る。
- カードのマスが全て埋まると新たなカードに切り替わる。
- 連続して継続成功するとワンダーステップ獲得。ワンダーステップは最初に3ゲーム、以降2ゲームごとに獲得できる。

### フローズンアイランドで追加されたゲーム

#### カラフルスケート
マスを埋めていく陣取り対戦型ゲーム。
- まず、BETタイム中に作戦タイプを選択する。選択したタイプによって、何種類の色で何マス進むことができるか決定する。
  - 堅実タイプは5色とも1マス進める。
  - バランスタイプは1色が0マス、3色が1マス、1色が2マス進める。
  - ギャンブラータイプは3色が0マス、2色が2マス進める。
- 6人のプレイヤーで対戦する。マッチングできない場合はCPUプレイヤーが補充される。
- 抽選された色の方向とマス数だけ進む。ダッシュパネルを通過すると、通過した時点からパネルに書かれた向きとマス数進む。
- SPに入るとスペシャルチャレンジ中は移動距離が2倍になる。
- 通過したマスには各プレイヤーに対応した色が塗られる。全プレイヤーの合計塗り数が60マスを超えれば全員が配当獲得。
  - 塗り数が1位および2位のプレイヤーは配当がより高くなる。また、合計塗り数50マスから配当を獲得できる。
- ワンダーステップが配置されたマスにぴったり止まればワンダーステップ獲得。

#### コロッタタワー
- コロッタストーンを発展させたタワーを崩すゲーム。
- 最初に何色かに色分けされたタワーが配られる。
- 色がヒットするとHIT状態になり、有効ライン内で縦横斜めいずれかでHIT状態のラインが成立するとブロックが破壊される。
- ラインによって消えたブロックが出た場合、空いたマスはブロックが落下する、さらに落下した時に色が有効ライン内で縦横斜めいずれかラインが成立するとブロックが消えるようになる。(この場合はHITする必要はない)
- ブロックが消えて落下した時に上に空いた部分があると天井がブロック隙間がなくなるまでだんだん落下していくようになる。天井が通常時の有効ラインを超えるとタワーボーナスで配当ゲット。1ゲームで7回以上タワーボーナスを獲得するとゴールドタワーボーナスで超高配当獲得。
- さらに一定のライン数を満たすとライン数に応じて配当を獲得できる。
- 有効ライン内ですでにHITした色やタワーに元々ない色に入った場合次のタワーにFREEが追加されるストックが獲得するようになる。
- SPが入賞するとスペシャルチャレンジ中は有効ラインエリアがタワー全体になる。
- ショップタイムでは有効ラインのブロックの色が変わるアイテム等が購入できる。
- りんごが付いたブロックをLINEで消すことが出来ればワンダーステップ獲得(隙間空きで壊れた場合は獲得できない)。

### まぼろしの桃源郷で追加されたゲーム

#### 花色あわせ
パネルの色を揃えていくゲーム。
- 4×4のパネルに色が割り振られた状態で開始。
- 色がHITすると対応するパネルの色がHITした色(SPは全色対応のFREE)に上書きされる。上書きされる順番は上段左端から1つずつ右に、右端の次は1つ下の段の左端に移動。
- 同じ色が縦横に3つ、または4つ揃うと配当獲得。
- 揃ったパネルはそれ以降順番がスキップされる。また、隣で揃うとその色に上書きされる(FREEを除く)。
- 全てのパネルが埋まると一度リセット。その時全てのパネルの色が同じならFLOWER BONUS(FEVER突入、2回目からは配当も獲得)。

## パーティタイム
『カラコロッタ2』で追加されたシステム。8球以内で終了したゲームが3回連続で行われた際に発動する。
カラコロッタ2のパーティタイム
- BETは30クレジットから。最大4個までワンダーステップを保持できる。なおOUTは無効。
- 前半と後半に分かれており、前半は2球ずつ、計10球抽選される。後半は1球ずつ、最大10球抽選される。

- 前半…ベースは「あにまだま」。ブロックのかわりにリンゴのかけらが出現し、4つ集めると1つワンダーステップを獲得できる。連鎖をすることで一度に2個以上のリンゴのかけらを獲得できるものが出現する。
- 後半…青、虹の2種類のポケットがある。「青」に入ると獲得したワンダーステップを成長させることができるアップリンゴを獲得する。「虹」に入るとアップリンゴを大量に獲得し、ゲームを終了する。

太陽とひみつの島以降のパーティタイム
- スペシャルロードを使用しスペシャルゾーンで抽選を行う。ポケットに入ったマスのリンゴを獲得し、そのマスは「終了」に代わる。「終了」に入るまでゲームは継続する。6個のポケット全てにボールが入るとボーナスとしてリンゴをもう1つ獲得（最大7個）。

## すごろくチャレンジ
『まぼろしの桃源郷』で追加されたシステム。
- ゲーム中にたまに出現する「サイコロ付きリンゴ」を獲得することで次のゲームから挑戦できる。
- 最初の3球で入賞された色の中から色を選んで進む。色によって進める数が違う。
  - 各色の進めるマス数は『赤/1』『黄/2』『緑/3』『ピンク/4』『青/5』となっている。
  - スペシャルゾーンで2色ポケットに入った場合は、2色の合計数値で進む。SPポケットはその場で鍵ゲット、OUTポケットは0マス扱い。
- リンゴのマスに止まると、リンゴ獲得。何色になるかは止まってからのお楽しみ。
- カードのマスに止まるとカードに書かれている内容を獲得。
  - 中身は「鍵(全部で6種類)」「鍵+竜巻(スタートに戻される)」「メダル」「リンゴ」の4種類。
- 鍵を持った状態でゴールするとゲーム終了後に『サファイアJACKPOTチャンスチャレンジ』に挑戦、ボール1球をSPゾーン内に投入し、持っている色の鍵と同じ色に入賞するとサファイアJACKPOTチャンスの挑戦権を獲得できる。
  - 鍵によってサファイアJACKPOT獲得時の枚数が異なる。最大枚数は1000000WIN。
  - ゴール後は鍵は無くなり、スタート地点に戻る。

## ワンダーステップ
リンゴの獲得条件は以下の通り。
- コロッタストーン：1枚のカードで提示された指定ライン数でビンゴ
- サルサルベージ：一定数以上のトレジャーを獲得する
- あにまだま：リンゴ表示ブロックを消す
- トーテムぐんぐん/トーテムDONDON：特定の高さちょうどにトーテムが積まれる
- バブルクラップ：特定の連鎖数が発生する
- トロッコリンクル：リンゴ表示トロッコを含めて4つ以上色を揃える。またはOUTを4つ以上そろえる。
- アニマルスパーク：指定の数の花火が打ちあがる
- トリオdeスパーク：リンゴが刺してる筒を打ち上げる
- 爆裂あにまだま：リンゴ表示ブロックを消す
- クリスタルクラック：リンゴ表示クリスタルを壊す
- カラフルスケート：リンゴ表示マスに止まる
- コロッタタワー：リンゴ表示ブロックを含んだラインを揃える
- 花色あわせ：指定された並びを指定数揃える
- コインラグーン：スロット抽選でリンゴを揃えた後、フィールド上に出現するリンゴを獲得する（手前に落とす）
- ショップタイム：稀に出現するリンゴを購入する（相応のBETが必要）
- パーティタイムでの獲得
- すごろくチャレンジから獲得
- 100円玉でメダルを借りたときのルーレットに当選して手に入れられることもある（最大3つまで。4つ以上はストックされワンダーチャンス発動後に消費）
- 最初の3球、スペシャルチャレンジなどで3球全てOUTに入った際にもらえる『ボーナス』やスペシャルチャレンジ成功などでもらえる。合計BET・各条件を満たした回数が多いほどリンゴの質は上がりやすい。(リンゴの数は増えない)
- 『お出かけ』で応援成功。BET・お出かけ先の結果により、もらえるリンゴの質が変化する。

## ワンダーチャンス
リンゴを7個（マイルドモード稼働時は5個）集めてワンダーステップをクリアすると、ワンダーチャンスが発動する。
- ワンダーチャンス挑戦中でも、他のゲームにBETして遊ぶことができる。他のゲームをメインに表示している場合も縮小表示からカードの状態を把握可能で、カードをタッチすることでいつでもメイン画面に呼び出せる。

### 太陽とひみつの島までのワンダーチャンス
- 『めざせ！夢の宝島』以降の筐体でもアニマップでワンダーチャンスクラシックを開放するとこの抽選方式に変更できる。
- 3ゲーム分抽選が行われる。1・3・5 ポイントを獲得するボールの色が決定され、その色が抽選されるとポイント獲得。SPポケットに入れば次の島へワープ。
- 島（『カラコロッタ2』では遺跡）に設定されたちょうどのポイントに到達すると、その次の島までワープ。
- 3ゲーム以内に既定のポイント（初代・『2』では140ポイント、『太陽とひみつの島』では150ポイント）に達するとJACKPOTチャンスに移行する。JACKPOTチャンスに必要なポイントを超えた場合、一定以上のポイントを獲得すれば抽選する球の数が増加する(『2』以降ではショップタイムに売り出されることがある。必要BET数はJACKPOT配当・ワンダーチャンスの進行状態により変動する)。JACKPOTチャンスが獲得できなかった場合でも、ワンダーチャンス終了時に到達した島に応じて配当が与えられる。最初の島に到達できなかった場合はリンゴ3個を獲得。

### めざせ！夢の宝島のワンダーチャンス
- 20球で抽選が行われる。1・3・5ポイントを獲得するボールの色が決定され、ポイントの数だけ進む。島にぴったり止まれば内側のエリアに進める。
  - SPポケットに入った場合と特定のマスにとまった場合、抽選数が追加される。
- 島以外のマスには抽選数追加やワンダーステップ・配当が書かれているマスがあり、JACKPOTチャンスに進めなかった場合にワンダーステップや配当を獲得する。
- 一番外側のエリアから2回島に止まるとJPCエリアに進み、JPCエリアの3つのJACKPOTチャンスの島のどれかにぴったり止まればJACKPOTチャンス獲得。

### フローズンアイランド以降のワンダーチャンス
- 20球で抽選が行われる。1〜5ポイントを獲得するボールの色が決定され、ポイントの数だけ進む。
  - SPポケットに入った場合と特定のマスにとまった場合、抽選数が追加される。
- 道中にはアイテムが散りばめられており、抽選数追加・もう一度進む・○マス進む・○球の間△マス追加で進むといったものがある。
  - 稀にJACKPOTチャンスにワープするマスが出現することがある。ワープマスに停止した場合はその時点でマスに書かれた種類のJACKPOTチャンスが確定し、残り球数が0になる。
- ワンダーステップ・配当が書かれているマスに停止すると、JACKPOTチャンスに進めなかった場合にワンダーステップや配当を獲得する。
- 150ポイントに達するとJPCエリアに到着。JPCエリアは6マスからなる環状エリアになっており、残り球数が尽きるかゲームがリザルトに入るまでJPCエリアを反時計回りに周回し続ける。最終的に止まっていたマスに書かれた種類のJACKPOTチャンスに移行する。
- 『まぼろしの桃源郷』からは残り球数が尽きてもゲームがリザルトに入るまでにSPポケットに入賞すると3球追加されて復活する。

### まぼろしの桃源郷のワンダーチャンス
- 上述のワンダーチャンス及びクラシックワンダーチャンスに加え、『まぼろしの桃源郷』のアニマップで開放するともう一つの抽選方式が変更ができる。
- 抽選方式は上述の「太陽とひみつの島までのワンダーチャンス」同様３ゲーム分で行い、初期値は1・1・1・2・3 ポイントを獲得するボールの色が決定され、その色が抽選されるとポイント獲得。
  - SPポケットに入ればどれかの色が+1にパワーアップします。
- 道中にはアイテムが散りばめられており、もう一度進む・○マス進む・○球の間△マス追加で進むといったものがある。
  - 稀にJACKPOTチャンスにワープするマスが出現することがある。ワープマスに停止した場合はその時点でマスに書かれた種類のJACKPOTチャンスが確定し、残り球数が0になる。
- ワンダーステップ・配当が書かれているマスに停止すると、JACKPOTチャンスに進めなかった場合にワンダーステップや配当を獲得する。
- 150ポイントに達するとJPCエリアに到着。JPCエリアは6マスからなる環状エリアになっており、ゲームがリザルトに入るまでJPCエリアを反時計回りに周回し続ける。最終的に止まっていたマスに書かれた種類のJACKPOTチャンスに移行する。

## JACKPOTチャンス
ワンダーチャンスで必要なポイント（『1』・『2』では140ポイント、『太陽とひみつの島』『フローズンアイランド』『まぼろしの桃源郷』では150ポイント）以上を獲得する、『めざせ！夢の宝島』でJACKPOTチャンスの島にぴったり止まる、または虹色のリンゴを獲得する、すごろくチャレンジからゴールして持っている鍵の色と同じ色にHITすると、JACKPOTチャンスが発動する。
複数のステーションが同時に同じJACKPOTチャンスを獲得した場合は、抽選はまとめて行われるため、2回連続で同じJACKPOTチャンスが行われることはない。
『めざせ！夢の宝島』では従来のJACKPOTチャンスである「サファイアJACKPOT CHANCE」のほかに2種類のジャックポットチャンスが追加され、『フローズンアイランド』ではエメラルドジャックポットチャンス、『まぼろしの桃源郷』ではアメジストジャックポットチャンスが追加された。
挑戦者以外のプレイヤーも10BET・20BET・50BETのいずれかを賭けて応援できる。挑戦者がJACKPOTを獲得するとリンゴを獲得できる。獲得できるリンゴはBETが多いほど質が上がる。(緑→銅→金Lv1)

### サファイアJACKPOT CHANCE
- 合計10 - 15球（『めざせ！夢の宝島』以降では10球固定）のボールが3回に分けてルーレット上に放出される。複数のプレイヤーで同時に発動した場合、各プレイヤーのうち最も多い抽選球数で統一される。
- ボールがSPポケットに入るとJACKPOTが成立し、サテライトに表示された「JACKPOT」数分の配当を得る(そこで抽選終了)。
- SPポケットに入らずJACKPOTを逃しても、配当が得られる。配当は、ボールがそれぞれの色に入ったポケットの数とそのポケットに割り振られた色に応じて決まる（OUTポケットでも配当を獲得）。
- 『太陽とひみつの島』以降は最後の1球はスペシャルゾーンへダイレクト投入。

### ルビーJACKPOT CHANCE
- 初期状態30球・最大90球で、最大3回に分けてボールが放出される（1回目10球、2回目20球、3回目追加ボール分全て）。SPゾーンにボールが入る度に抽選ボールが3球追加される。
- 外側の18個のポケットに全部ボールが入ればルビーJACKPOT獲得。
- 内側のSPポケット6個に全部ボールが入ると配当が3倍。
- 内側外側全24ポケット全部にボールが入るとSUPER JACKPOTとなり、JACKPOT配当が3倍になる。

### トパーズJACKPOT CHANCE
- SPゾーンのみを使い、最大30球で抽選する。基本ボールは2球ずつ（1回目は3球）放出される。
- JACKPOTポケットにボールが3球入ればJACKPOT獲得。以降JACKPOTポケットに1球入る度にJACKPOTが上乗せされる。
- JACKPOTポケット以外に入った場合は色に割り振られた配当を獲得する。
- OUTポケットにボールが入る（最初の3球は無効）・31球抽選される・JACKPOTの最高配当（JACKPOT値の10倍）を獲得すると抽選終了。

### エメラルドJACKPOT CHANCE
- 初期状態25球・最大85球で、最大3回に分けてボールが放出される（1回目10球、2回目15球、3回目追加ボール分全て）。SPゾーン内のポケットにボールが入る度に抽選ボールが3球追加される。
- 外側のポケットに入ると色に割り振られた配当を獲得する。
- 内側のSPポケット4個に全部ボールが入るとJACKPOTとなり、配当倍率が2倍（エキスパートモード稼働時は4倍）となる。
- JACKPOT獲得後は内側ポケットが、3ヶ所が青、2ヶ所が緑、1ヶ所が赤に変化し、内側ポケットに入る度にそれぞれ+1倍、+2倍、+3倍（エキスパートモード稼働時は+2倍、+4倍、+6倍）が配当倍率に加算される。

### アメジストJACKPOT CHANCE
- 15球のボールで抽選。3ステージ突破でJACKPOT。
- SPに入ると次のステージへ、紫ならそのボールは終了。
- 1,2ステージはSPゾーンはSP確定、外周のSPは1ステージは6つ、2ステージは3つ。
- 3ステージはSPロードで抽選。突破率は1/6。JACKPOT獲得後に再びSP入賞すると、JACKPOTの2倍の配当を追加。

### コンプリートJACKPOT CHANCE
- e-amusement passを用いてログインした状態で、上記5種類のJACKPOTを同一店舗で一定期間内に全種類獲得すると挑戦できる。
- 合計80球のボールが3回に分けてルーレット上に放出される（1・2回目30球、3回目20球）。
- 内側外側全24ポケット全部にボールが入るとJACKPOTとなり、コンプリートJACKPOT配当に加えて過去に獲得した5種類のJACKPOT配当の合計を獲得する。